# Fastenkrippe

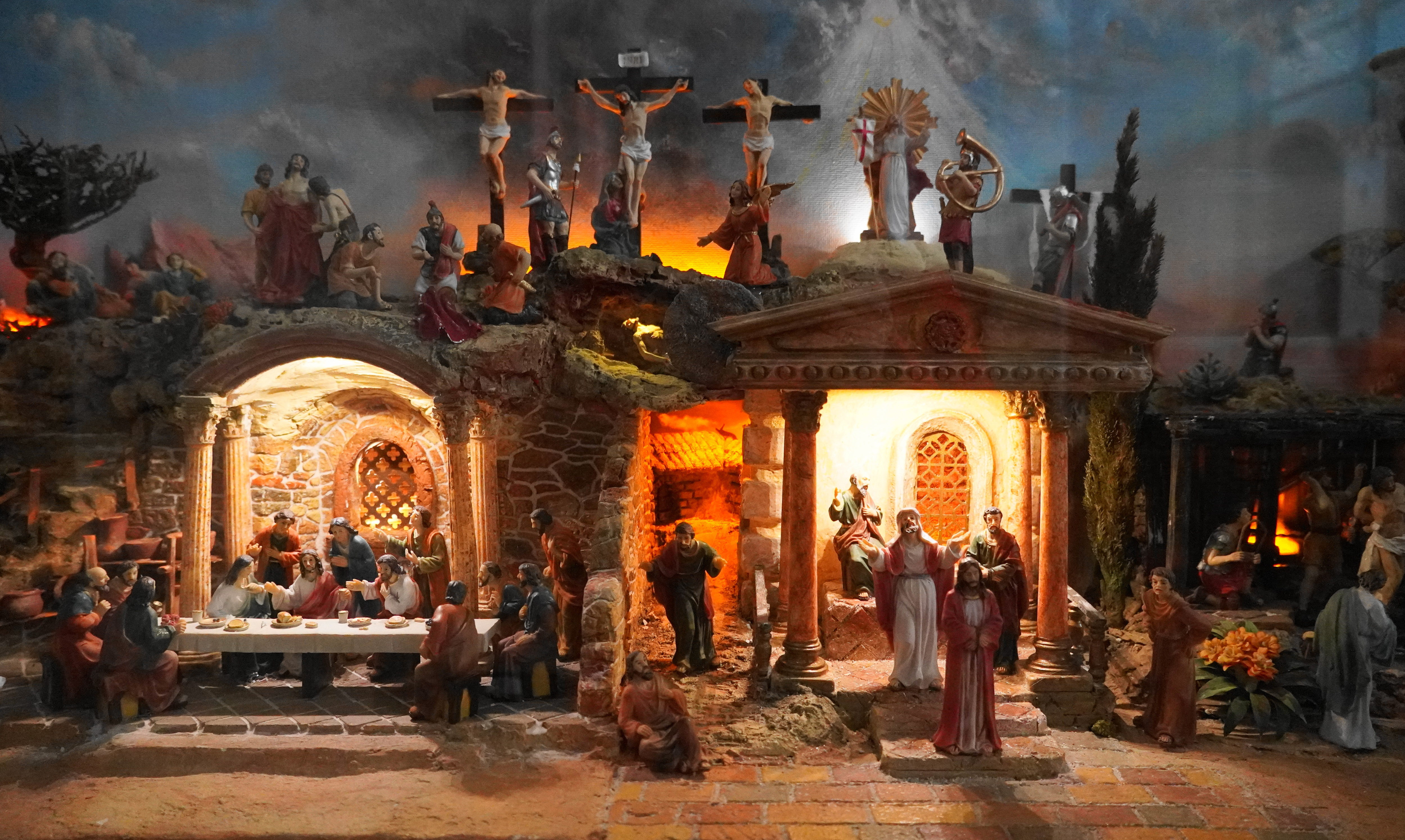
Passionskrippe in der Nikolai-Kirche in Villach, Kärnten, Österreich

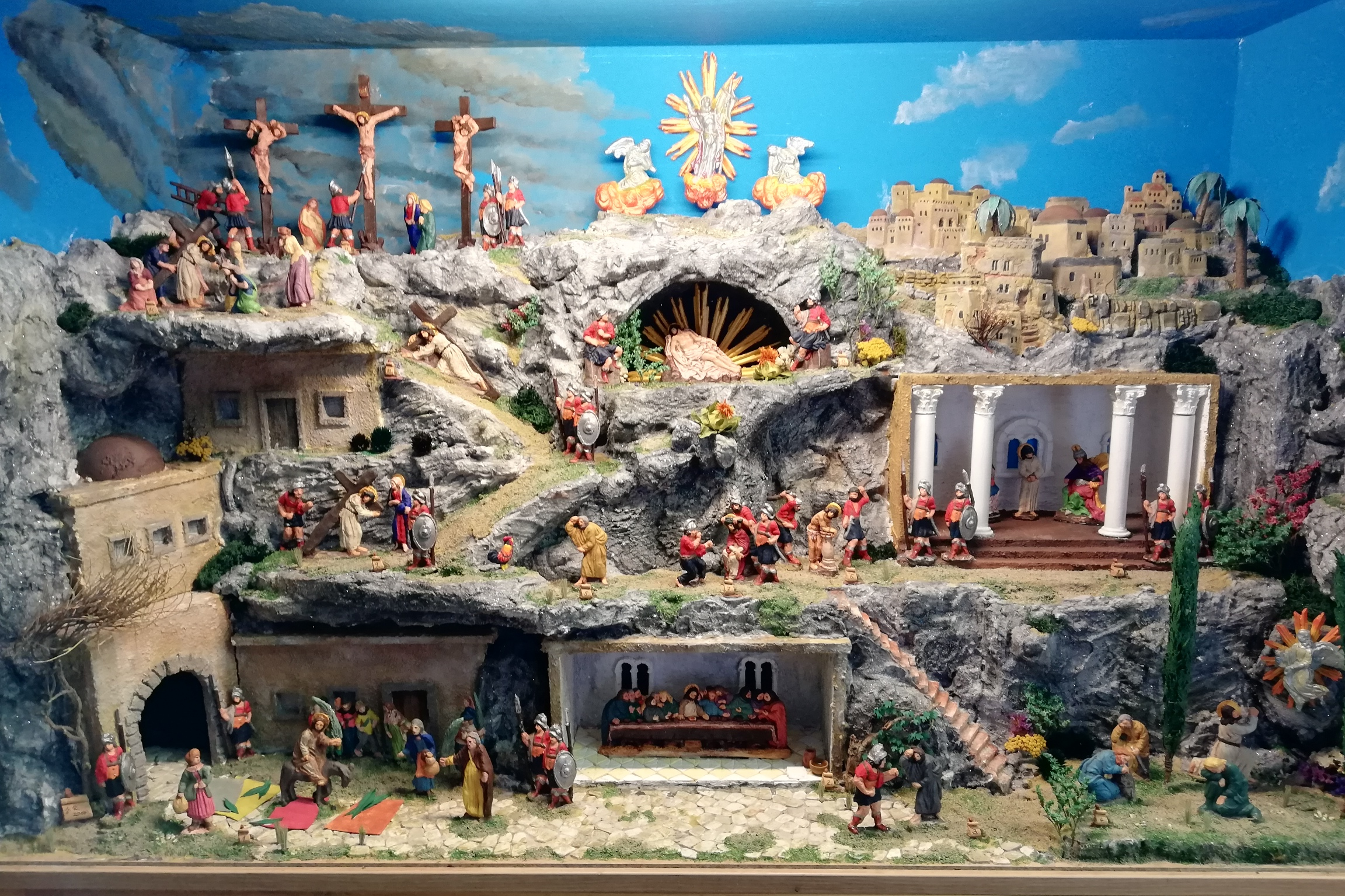
Fastenkrippe in der Pfarrkirche St. Johannes der Täufer in St. Johann am Wimberg in Oberösterreich

Die Fastenkrippe oder Passionskrippe – auch Osterkrippe genannt – ist eine Darstellung der Leidensgeschichte, Kreuzigung und Auferstehung Jesu im Zeitraum vom Palmsonntag bis Ostern. Im Gegensatz zur Weihnachtskrippe, von der die Bezeichnung „Krippe“ auf sie überging, ist die Passionskrippe relativ unbekannt und selbst in Kirchen nur selten zu sehen. Sie findet sich etwa in Franken (mit einem nach Franken verlegten heiligen Land) und ist vor allem in Tirol ein religiöser Brauch.

## Geschichte
Passionskrippen haben ihren Ursprung im Mittelalter. Damals wurden Nachbauten des Heiligen Grabes von Jerusalem als Gebetsstätten gebaut. Später entstanden die ersten Passionsspiele, die den Leidensweg Jesu als einfaches Theaterstück darstellten. Ab dem 14. Jahrhundert wurden dann kleinere Figuren und Abbildungen der Passionsgeschichte  für den häuslichen Gebrauch hergestellt. Diese Figuren entwickelten sich nach und nach zu einer Krippe mit festen Bestandteilen. Vor allem im 18. und 19. Jahrhundert wurden diese viel genutzt, um Menschen die nicht lesen oder schreiben konnten, die Passions- und Auferstehungsgeschichte näher zu bringen. Heutzutage findet man kaum noch Osterkrippen, weder in Kirchen noch in privatem Gebrauch, nur noch vereinzelt in Museen. Nur langsam wagen sich Holzbildhauer und andere Künstler wieder an das Herstellen von Passionskrippen.

## Inhalt und Aufbau

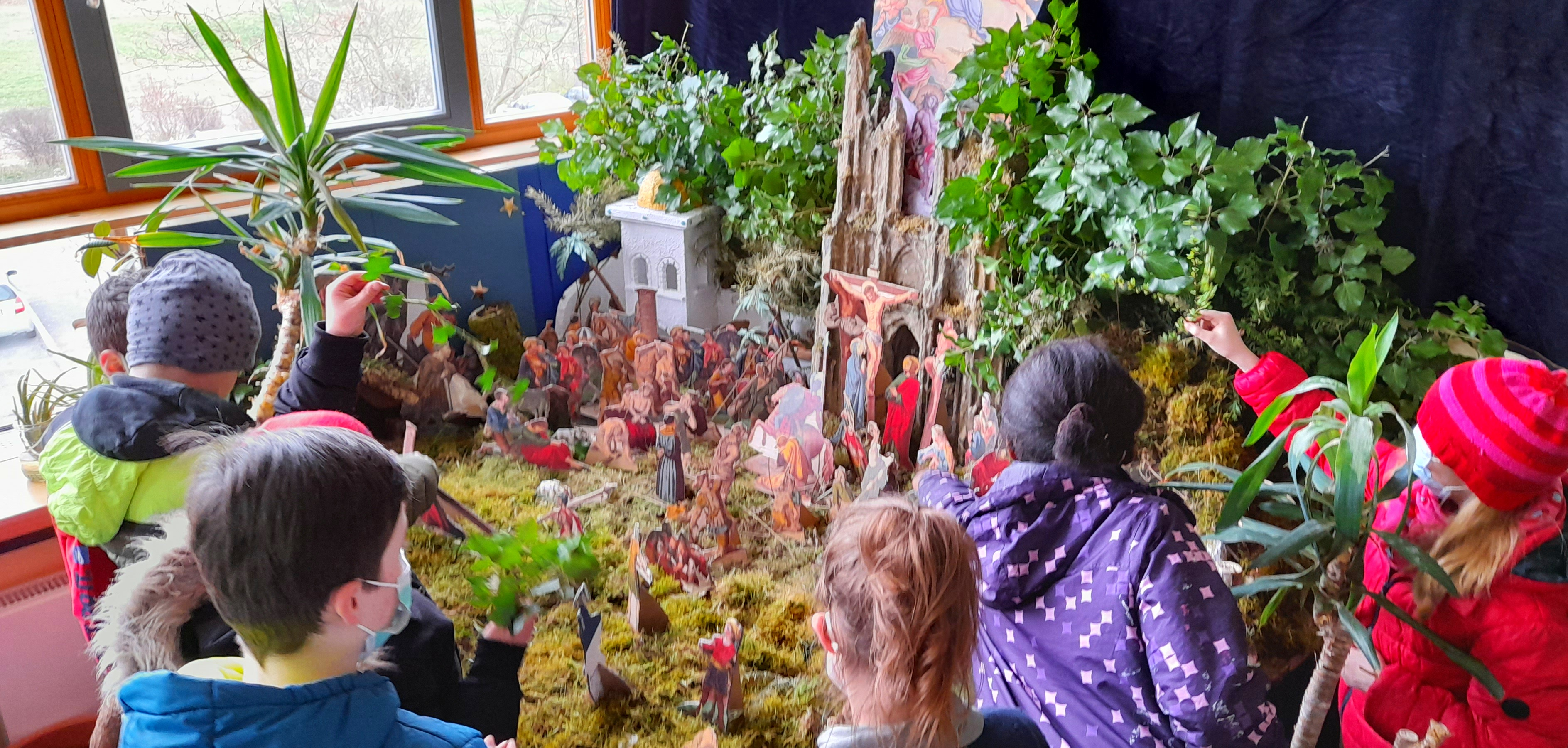
Kinder beim Aufbau einer schulischen Osterkrippe mit Papierfiguren, Dietrich-Bonhoeffer-Gymnasium Wertheim

Ziel einer Passionskrippe ist es, den Leidensweg Jesu darzustellen, das heißt die Zeit von Palmsonntag bis Ostern. Passionskrippen können abhängig von ihrer Größe eine unterschiedliche Anzahl an Szenen beinhalten. Am bekanntesten sind die folgenden:
1. Szene: Einzug in Jerusalem
2. Szene: Jesus betet am Ölberg und wird von Soldaten verhaftet nach Judas’ Verrat
3. Szene: Kreuzigung Jesu
4. Szene: Verschlossenes Grab
5. Szene: Frauen am offenen Grab werden von Engel belehrt

Bei größeren Krippen können auch folgende Szenen auftauchen:
- Letztes Abendmahl mit den Jüngern
- Verurteilung Jesu
- Verspottung Christi
- Die Geißelung Christi
- Kreuzweg
- Christus fällt unter dem Kreuz
- Würfeln um das Gewand Jesu
- Gespräch mit Emmaus-Jüngern nach Auferstehung

## Bekannte Fastenkrippen

### Fastenkrippe der Wallfahrtskirche Götzen
Diese Krippe ist über 200 Jahre alt und besteht aus 35 Szenen mit 400 Teilen. Die 250 Figuren aus bemaltem Papier wurden von Georg Hallers hergestellt. Der Hintergrund und der Krippenberg wurden von Franz Pernlichner und Franz Eigentler hergestellt.

### Papier-Fastenkrippe im Tittinger Rathaus
Diese Papier-Fastenkrippe aus der Barockzeit ist im Privatbesitz von Anton Christ, wird aber im Tittinger Rathaus ausgestellt. Die Krippe besteht aus sieben Szenen und 37 Figuren. Ursprünglich wurde sie von Philipp Schuhmacher (1866–1940) hergestellt. Eine Vorlage für diese Krippe ist im Innsbrucker Volkskunstmuseum aufbewahrt.